# طيب اسم (المفرق)
طيب اسم منطقة سكنية تقع في لواء قصبة المفرق، محافظة المفرق في الأردن. تنتمي المنطقة لقضاء المفرق الذي يضم 12 منطقة. يقدر عدد سكانها بـ 573 نسمة حسب إحصاء 2015.

## الوصلات الخارجية
- دائرة الاحصاءات العامة